# 佐俣文平
佐俣 文平（さまた ぶんぺい、1985年7月 - ）は、日本の再生医療研究者、バイオベンチャー企業創業者。京都大学大学院医学研究科博士（医科学）。日本学術振興会特別研究員、京都大学iPS細胞研究所神経再生研究分野研究員。神奈川県出身。

## 人物
2003年、自身が18歳の時に、祖母がパーキンソン病を発症。身内の難病に際し、何もできない自分に強い無力感を覚える。その後、2007年の京都大学の山中伸弥によるヒト人工多能性幹細胞作製の報告に接し、幹細胞を活用した再生医療研究の道に進むことを決意した。
2010年、茨城大学農学部卒業。京都大学大学院医学研究科医科学専攻修士課程に進学し、パーキンソン病に対する新規細胞移植治療法の開発研究に着手。2012年、同大学院博士課程に進学。細胞移植治療法の安全性と有効性を高めるための移植細胞の独自選別技術の開発により、2017年、第16回日本再生医療学会奨励賞（臨床応用研究部門）を受賞。同年、同大学院博士課程を修了し、京都大学iPS細胞研究所神経再生研究分野研究員となる。
2019年、再生医療・幹細胞研究やその普及・発展支援を手掛けるバイオベンチャー企業「セルプロジャパン株式会社」を設立。以降、経営者と研究者の二刀流で同分野の発展に取り組んでいる。
2023年、セルプロジャパンが株式会社Waqooの子会社となったことに伴い、Waqooの新代表取締役に就任。

## 受賞歴・保有資格
- 2017年 日本再生医療学会奨励賞（臨床応用研究部門）受賞[4]
- 2021年 日本再生医療学会臨床培養士 認定[5]
- 2023年 日本再生医療学会上級臨床培養士 認定[6]

## エピソード
- 2019年以降のコロナ禍に際し、市場における化粧品需要の落ち込みとスキンケアへの関心の高まりに着目し、ヒト幹細胞由来培養上清液の化粧品メーカーへの販売を新事業として展開。美容分野への進出に関しては、「視野が広がり、研究との相乗効果にも期待できる」とし、コロナ禍がある意味で挑戦を後押ししてくれたと述べている[7]。
- 2021年、自身が白血病を発症。治療を受ける中で、幹細胞移植が白血病の治療選択肢の一つにあることを知り、再生医療を身近に感じるとともに、再生医療に関する課題の解決や普及への使命感を新たにする[2]。治療選択肢の数は患者の生きる希望と直結しており、その可能性を切り開くことが自身の役割と感じていると語っている[8]。